# Sospita cyrus
Sospita cyrus är en fjärilsart som beskrevs av Lambertus Johannes Toxopeus 1944. Sospita cyrus ingår i släktet Sospita och familjen juvelvingar. Inga underarter finns listade i Catalogue of Life.